# Галицька Трансверсальна залізниця
Галицька Трансверсальна залізниця (нім. Galizische Transversalbahn) — державна 768-км залізниця Австро-Угорщини у коронному краї Галичини від Кракова і Чадця до Гусятина на кордоні з Російською імперією (йшла південніше приватної Галицької залізниці імені Карла Людвіга).

## Історія
Деякі частини залізниці вже існували і впродовж 1 січня 1884 — 8 квітня 1885 їх з'єднали в одну лінію, що проходила через район Карпат і виконувала перш за все мілітарну функцію транспортного поєднання крайніх західних і східних регіонів коронного краю на випадок війни з Росією. Також вона мала сприяти розвитку гірських регіонів Цислейтанії, розпочинаючись у Транслейтанії (нині словацьке Чадця).

### До початку будівництва
На початок будівництва існували такі ділянки залізниці:
- Загір'я — Коростенько — Хирів (фрагмент Першої угорсько-галицької залізниці Лупків — Перемишль, 1872)
- Хирів — Самбір — Стрий (Дністрянська залізниця, 1872)
- Стрий — Долина — Станіслав (Залізниця Ерцгерцога Альбрехта, 1875)
- Новий Сонч — Струже (фрагмент лінії Тарнів — Плавеч, Словаччина, 1876)

### Побудовано
У ході будівництва було споруджено такі ділянки:
- Освенцим — Скавіна — Підгір'я (Краків) (відгалуження, 64,0 км, введена 1 серпня 1884)
- Живець — Звардонь (37,3 км, введена 3 листопада 1884 для пасажирських перевезень, 15 листопада 1884 для вантажних)
- Живець — Суха-Бескидзька — Новий Сонч (146 км)
- Суха-Бескидзька — Скавіна (відгалуження на Підгір'я Краків; 45,6 км, введена 22 грудня 1884)
- Станіслав — Бучач (71,7 км, введена 15 листопада 1884)
- Бучач — Чортків — Гусятин (введена 31 грудня 1884)
- Сторожі — Ясло — Сянок — Загір'я (з відгалуженням на Горлиці) (114,5 км, введена 20 серпня 1884)

Головними пунктами на залізниці були Живець, Суха-Бескидзька, Новий Санч, Ясло, Коросно, Сянок, Загір'я, Хирів, Самбір, Дрогобич, Стрий, Станиславів.
Також Галицька Трансверсальна залізниця була пов'язана зі Східньогалицькою локальною залізницею.

## Кінець роботи
Рух на Галицькій Трансверсальній залізниці остаточно був перерваний після Другої світової війни зі встановленням кордону поміж СРСР і Польщею та розбиранням частини колії (поміж станціями Бучач — Монастириська — Хриплин).